# Alpefjord
Alpefjord er en fjord i Grønland Den ligger i den østlige del af Grønland, 1.400 km nordøst for hovedstaden Nuuk. I september 2023 grundstødte krydstogtskibet Ocean Explorer i fjorden og sad fast på en mudderbanke i flere dage med 206 passagerer.